# Carlo Laurenzi (scrittore)
Carlo Laurenzi (Livorno, 1920 – Roma, 21 agosto 2003) è stato uno scrittore e giornalista italiano.
Come giornalista, diresse La Fiera Letteraria e collaborò con La Stampa, Corriere della Sera e Il Giornale.
Pubblicò soprattutto nel campo della saggistica, spesso con libertà poetiche.

## Biografia
Carlo Laurenzi nacque a Livorno ma crebbe sull'Isola d'Elba. Studiò Lettere all'università, entrando poi nello staff de La Stampa come inviato speciale. Successivamente lavora per Il Mondo, poi presso il Corriere della Sera. Nel 1974 seguì Indro Montanelli a Il Giornale, occupandovisi anche di critica cinematografica.
Il suo romanzo Quell'antico amore fu finalista al premio Campiello nel 1972.

## Opere

### Narrativa
- Quell'antico amore, 1972

### Saggi
- Due anni a Roma, 1957
- Toscana delusa, 1961
- Memorie di Carlo III di Parma, 1961
- Non esistono le sirene, 1964
- La carovana di mare, 1968
- Le rose di Cannes, 1971
- Le voci della notte, 1973
- Qualcuno ci sogna, 1978
- La caduta degli angeli, 1980
- Il dubbio e la sfida, 1983, Premio Nazionale Rhegium Julii 1984 per il Giornalismo.[3]
- Una barriera sottile, 1987
- Celeste come l'inferno, 1990
- Una piccola memoria, 1995